# Ніґула
Ні́ґула (ест. Nigula looduskaitseala) — природний заповідник, розташований на південному заході Естонії. Заснований 11 липня 1957 року, від самого початку існування мав статус республіканського. Площа заповідної території становить 6 430,9 га. З 1979 року заповідник оголошено орнітологічною територією міжнародного значення. У 1997 він включений до списку територій Рамсарської конвенції, а в 2004 — до європейської мережі природоохоронних зон Natura 2000. Крім того, його терени підлягають особливій охороні згідно Пташиної та Оселищної директив Європейського Союзу. В 2007 році заповідник Ніґула увійшов до першого в Північній Європі транскордонного водно-болотного комплексу Пихья-Лійві. Керівництво заповідником Ніґула здійснює Департамент навколишнього середовища.
Природний заповідник створений задля охорони реліктового озера Ніґула та похідного від нього однойменного верхового болота. Саме від цих топонімів бере початок назва цієї природоохоронної установи. Озеро утворилось у льодовикову добу, а болото, яке поступово займає місце давньої водойми, формується протягом тисяч років у майже незмінних умовах, тому його флора і фауна зберегли риси первинних, не змінених людською діяльністю, біоценозів. На теренах заповідника Ніґула описано вищих рослин 448 видів, мохів — 179, лишайників — 136, ссавців — 43, птахів — 202 види, з яких 143 є осілими. Особливу роль заповідник Ніґула відіграє в збереженні й дослідженні біології болотяної журавлини — важливої ягідної культури Естонії.

## Історія
Перші наукові дослідження, проведені на теренах сучасного заповідника Ніґула, відбулись у 1930-х роках. Вони мали ботанічне спрямування. На початку 1950-х років на болоті Ніґула здійснювали спостереження за птахами. Результати цих робіт показали, що рослинність і тваринний світ болотного масиву мають риси реліктових, оскільки формування місцевого ландшафту відбувалось повільно і без втручання людської діяльності. Водночас, із включенням Естонії до складу СРСР у республіці пришвидшився розвиток промисловості, яка потребувала все більшої кількості палива. Для того, щоб задовольнити її потреби, на більшості естонських верхових боліт у 1950-х роках розпочали видобуток торфу, що поставило на межу винищення цей тип ландшафту. Така доля загрожувала і болоту Ніґула з тією різницею, що на ньому увагу промисловців, в першу чергу, привернув острівець Салупеаксі, на якому 1956 року планували вирубати ліс. Втім, тогорічна зима видалась м'якою — болото не промерзло, тому лісозаготівлі відклали до сприятливої нагоди. Науковцями були взяті до уваги істотне скорочення площі верхових боліт Естонії, пов'язане з інтенсифікацією видобутку торфу, а також відмінна збереженість природи на ніґулаському болотному масиві, тому його терени запропонували до заповідання.
11 липня 1957 року болото Ніґула отримало статус природного заповідника республіканського значення. На той час його площа складала лише 2 730 га, з яких 2 342 га займало власне болото, а решта була зайнята вузькими смугами лісів на його західній і північній околицях. Невелика площа охоронюваної території в поєднанні з відкритістю ландшафтів не сприяли заселенню Ніґули великими тваринами, тому заповідник мав ландшафтно-ботанічне спрямування. Однак, і збереження первісних ландшафтів в таких умовах було непростим, адже для підтримки гідрологічного режиму болота важлива охорона і його водозбірних площ також. З огляду на це, в 1979 році площу заповідника збільшили до 2 771 га, включивши до його складу ліси на південь та схід від болота. Крім того, навколо заповідної зони встановили так звану буферну зону з м'якшим режимом охорони, площа якої склала 2 150 га. Таким чином, у зоні суворого режиму була заборонена будь-яка діяльність людини, а наукові дослідження дозволялись без права на експерименти. У буферній зоні дозволялось проводити окремі заходи, спрямовані на збереження та відновлення природного стану заповідної території: ліквідацію осушувальних каналів, заміну штучних лісонасаджень корінними тощо. Все це значно покращило умови гніздування птахів, тому в цьому ж році заповіднику було надано статус орнітологічної зони міжнародного значення.
В подальшому статус заповідника поступово підвищувався: в 1997 році він увійшов до списку територій Рамсарської конвенції, а в 2004 — до європейської мережі природоохоронних зон Natura 2000. Його терени також зазначені як зона особливої охорони згідно Пташиної та Оселищної директив Європейського Союзу. В 2007 році заповідник Ніґула включили до першого в Північній Європі транскордонного водно-болотного комплексу Пихья-Лійві. Одночасно із підвищенням статусу до його складу вводили окремі важливі ділянки навколишніх територій, так що загальна площа охоронюваної території склала 6 430,9 га, включаючи 6 402,4 га суходолу і 28,5 га акваторій заповідних водойм.
Керівництво заповідником Ніґула здійснює Департамент навколишнього середовища. Адміністрація природоохоронної установи розташована у місті Кілінгі-Нимме.

## Клімат

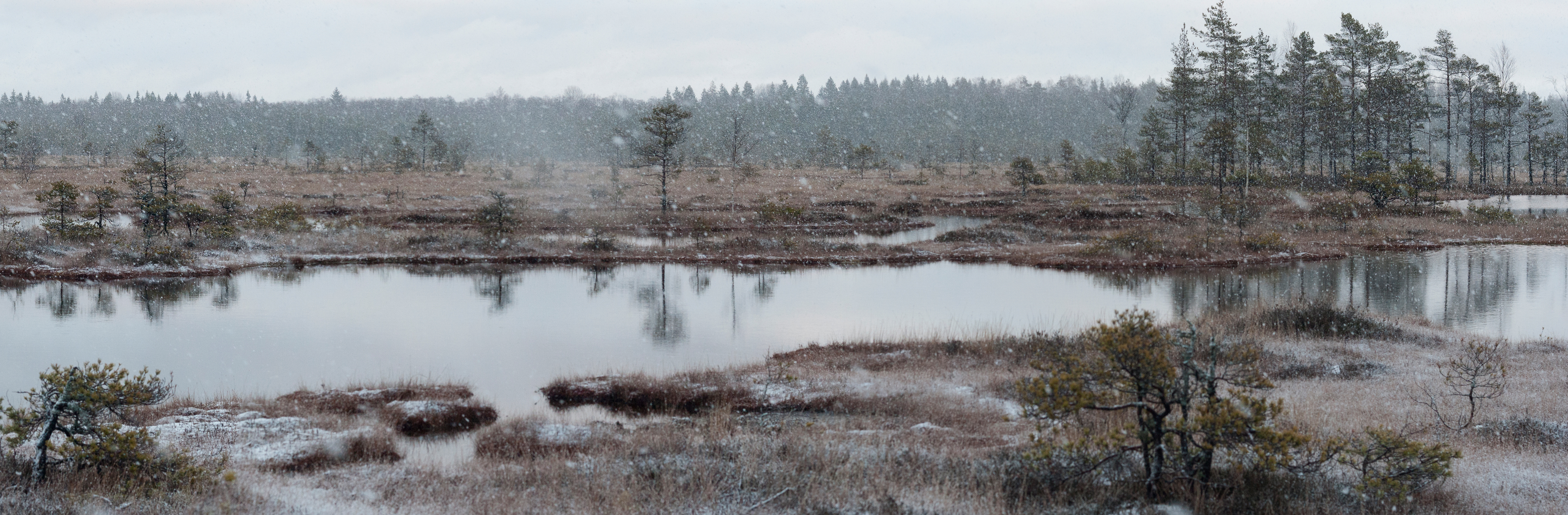
Перший сніг на болоті Ніґула.

Природний заповідник Ніґула знаходиться в Атлантико-Континентальній кліматичній області помірної зони. Він віддалений на 15—20 км від Ризької затоки, тому його територія зазнає сильного впливу Балтійського моря: клімат цієї місцевості надмірно вологий, морський, формується під впливом циклонічних повітряних мас. Загалом йому притаманна тривала тепла осінь, помірно холодна зима, прохолодна суха весна і помірно тепле літо — сухе у першій половині, та дощове у другій. Середньорічна температура в околицях Ніґули складає 5,2 °C, середня температура січня становить -4 °C, середня температура липня складає 20 °C. Найнижча температура на теренах заповідника зафіксована на рівні -36 °C, а температурний максимум становить 34 °C.
Річна кількість опадів коливається в широких межах: від 350 до 850 мм, але в середньому становить 650 мм. З них більша частина (близько 440 мм) випадає у теплу пору року, особливо восени, коли кількість опадів над Ніґулою на 40 мм більша, ніж в інших частинах країни. В холодну пору року випадає близько 210 мм опадів і за цим показником місцевий клімат не відрізняється від загальноестонського. Вологість повітря коливається від 65—67 % влітку до 85—88 % восени. У середньому 170 днів на рік бувають з опадами, а найбільша добова кількість опадів складає 60—90 мм.
Стійкий сніговий покрив тримається в середньому 95 днів, проте 15—20 % зим бувають взагалі без стійкого снігу. Висота снігового покриву складає, як правило, 25—30 см із коливаннями по рокам від 10 до 60 см. Ґрунти у заповіднику промерзають на глибину 25—30 см (в морозні зими до 50 см), однак глибина промерзання болота залежить від мікрорельєфу: поміж купинами вона на 10—15 см більша, ніж у мочарях. За наявності стійкого снігу завглибшки 15—20 см болотні ґрунти, що промерзли на незначну глибину (8—10 см), можуть відтанути. У місцинах з близьким заляганням ґрунтових вод болото не замерзає взагалі. Сніг на болоті Ніґула сходить у березні, причому на купинах він затримується на 10 днів довше, ніж у мочарях. Окремі лінзоподібні ділянки болота здатні зберігати мерзлоту навіть до червня. Річне сонячне випромінення становить 33—35 ккал/см. Десь 80—90 % цієї енергії витрачається на випаровування, яке в середньому становить 400 мм (на верховому болоті 450 мм). Таким чином, з усієї кількості опадів близько 260 мм перетворюються на стік.

## Географія та гідрологія
Природний заповідник Ніґула знаходиться на південному заході Естонії упритул до державного кордону з Латвією. Його територія розташована в умовному трикутнику між містами Пярну, Кілінгі-Нимме та Айнажі. Адміністративно вона цілком лежить в межах волостей Гяедемеесте і Саарде, що входять до повіту Пярнумаа. Кордони заповідника оточують села Тууліку, Пігке, Уріссааре, Рейну, Непсте, Ууемаа.
Заповідник Ніґула розташований на Сакалаській височині. Більшу частину його території займає верхове болото Ніґула з типовим для боліт Західної Естонії крутим краєм та пласким центральним плато. Пейзаж Ніґули видається надзвичайно одноманітним, адже воно майже цілком безлісне, лише деінде його перетинають купи чи вузькі смуги високих дерев та невеликі озера. Втім, ця місцевість різноманітна за своїм мікрорельєфом, геологічним підґрунтям, рівнем зволоженості, а відповідно, і за типом рослинності.
Болото Ніґула з'явилось на місці давньої низовини, утвореної льодовиком і заповненої його талими водами. Її заростання вологолюбною рослинністю з поступовим утворенням торфового шару почалося із західної частини сучасного болотного масиву, тому в цій місцевості відкладення торфу найпотужніші — місцями завтовшки до 8 м. Саме на заході болота можна побачити його добре виражений уступ, що здіймається над навколишньою територією на 3 м і має похил 5,4 %. Платоподібна пласка частина болота у цій місцевості помережана численними безіменними озерцями. Колись це були окремі водойми, але з часом вони злились між собою, утворивши своєрідні лабіринти зі звивистими берегами. Розмір таких водойм невеликий. Як правило, їхня довжина складає 30—70 (зрідка 100—200) м, ширина не перевищує 20—30 м, а глибина сягає лише 1—2 м. Західна частина Ніґули вкрита сосновим рідколіссям: біля північного краю висота окремих хирлявих дерев не перевищує 1—3 м, у напрямку на південь поступово збільшується до 3—6 м, а на ділянках зі значним похилом ростуть відносно великі особини заввишки 10—12 м.

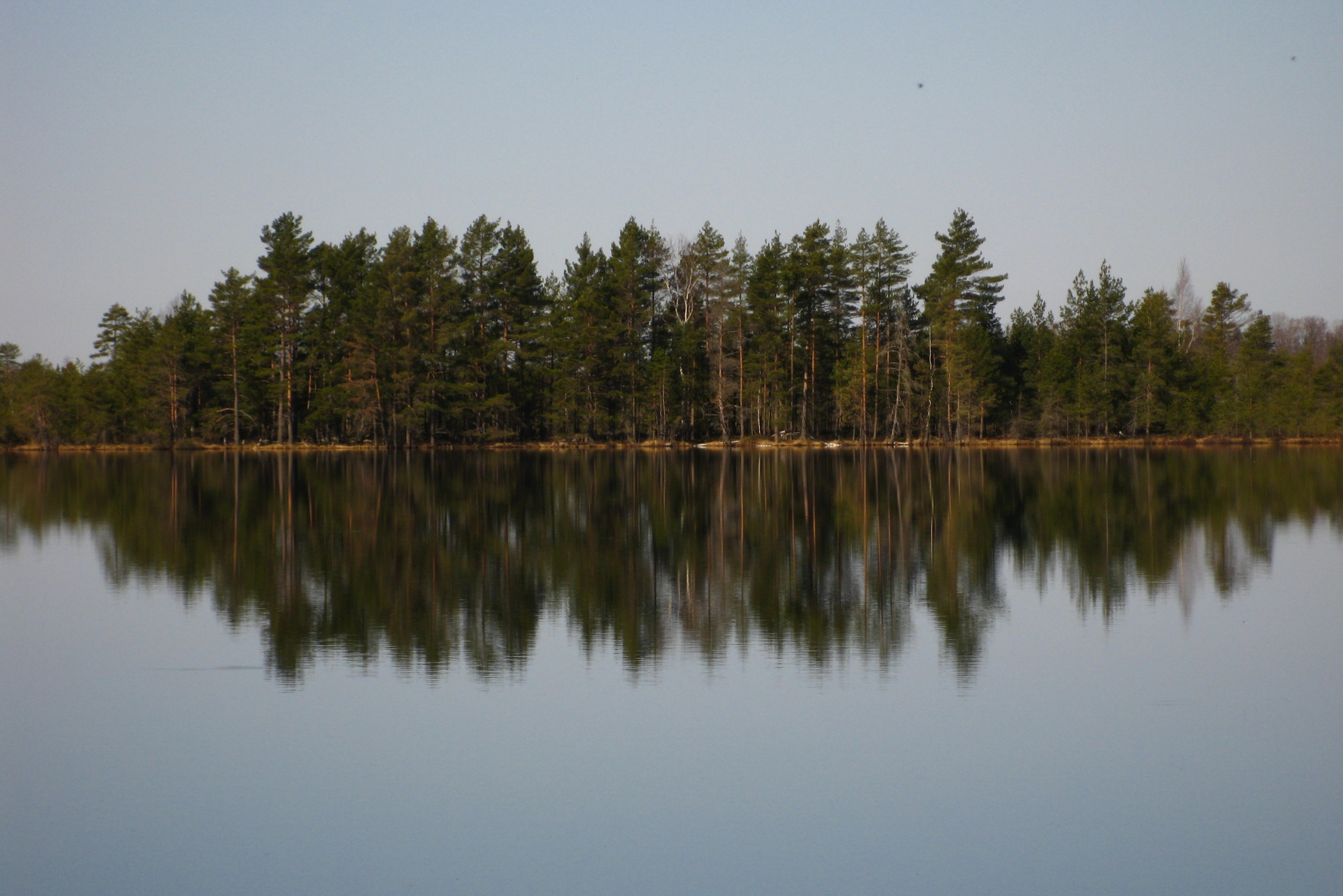
Озеро Ніґула.

Східна частина болота за геологічним віком трохи молодша, тому шар торфу у цій місцині не перевищує 3—4 м. Цим обумовлене відносно незначне підняття східної частини Ніґули над навколишньою територією. Відповідно, край болота тут слабко виражений, його похил не перевищує 0,2 %. На відміну від рідколісної західної частини, східна вкрита чагарниково-трав'яною рослинністю, поміж якою де-не-де трапляються поодинокі берези заввишки 2—3 м. Східній частині притаманна хаотичність мікрорельєфу: невисокі гряди, мочарі та великі купини чергуються між собою у довільному порядку. На сході Ніґули також є безіменні озерця, але тут вони трохи більші за розміром: довжина таких водойм, як правило, сягає 100—200 м, ширина — 30—40 м, а глибина — 3—4 м. Характерно, що на сході болота водойми часто групуються у ланцюжки. Виняток становить відносно глибоке озеро Ніґула площею 17,9 га. Це єдина водойма заповідника, яку з повним правом можна назвати реліктовою. Попри свій не надто невеликий розмір, озеро Ніґула і є справжнім залишком того давнього озера, що утворилось при таненні льодовика.
Іншим нагадуванням про геологічне минуле цього регіону є мінеральні гряди навколо болота. Ці підвищенні ділянки є не чим іншим як берегами давньої водойми. В сучасну добу вони частково зрівнялись з болотним плато, а частково навіть поглинуті наростаючими по краях шарами торфу. Оскільки такий процес триває давно, то гряди фактично розпались на окремі вершини-острови, що височіють над безлісною трясовиною. Через те, що такі ділянки добре дреновані, на них ростуть розвинуті дерева, хоча загальна площа лісів у заповіднику невелика (707 га). Ділянки між верховим болотом і мінеральними грядами отримують стоки багаті органічними і мінеральними речовинами одночасно, тому в цих місцях сформувалися перехідні болота.
Кількість і розподіл опадів за місяцями, а також характер випаровування обумовлюють виражені сезонні зміни рівня ґрунтових вод. Найвище вони підіймаються восени і навесні, в цей час вода може вкривати поверхню болота шаром завглибшки 5—10 см. Влітку і взимку рівень ґрунтових вод знижується і вони залягають на глибині 20—30 см від поверхні. Внаслідок подібних коливань інколи важко провести чітку межу між суходолом і водоймами заповідника. Навпаки, до 55 % площі болота займають мочарні комплекси, що являють собою невеличкі пониження рельєфу, цілорічно перезволожені. У цих місцях вода підступає до поверхні так близько, що утворює багнисту суміш із торфом, яка не дає навіть найменшої опори нозі людини. Мочарі практично непрохідні. Найнебезпечнішим їхнім різновидом є трясовини типу рімпі, в яких утворюється болотний газ (метан).

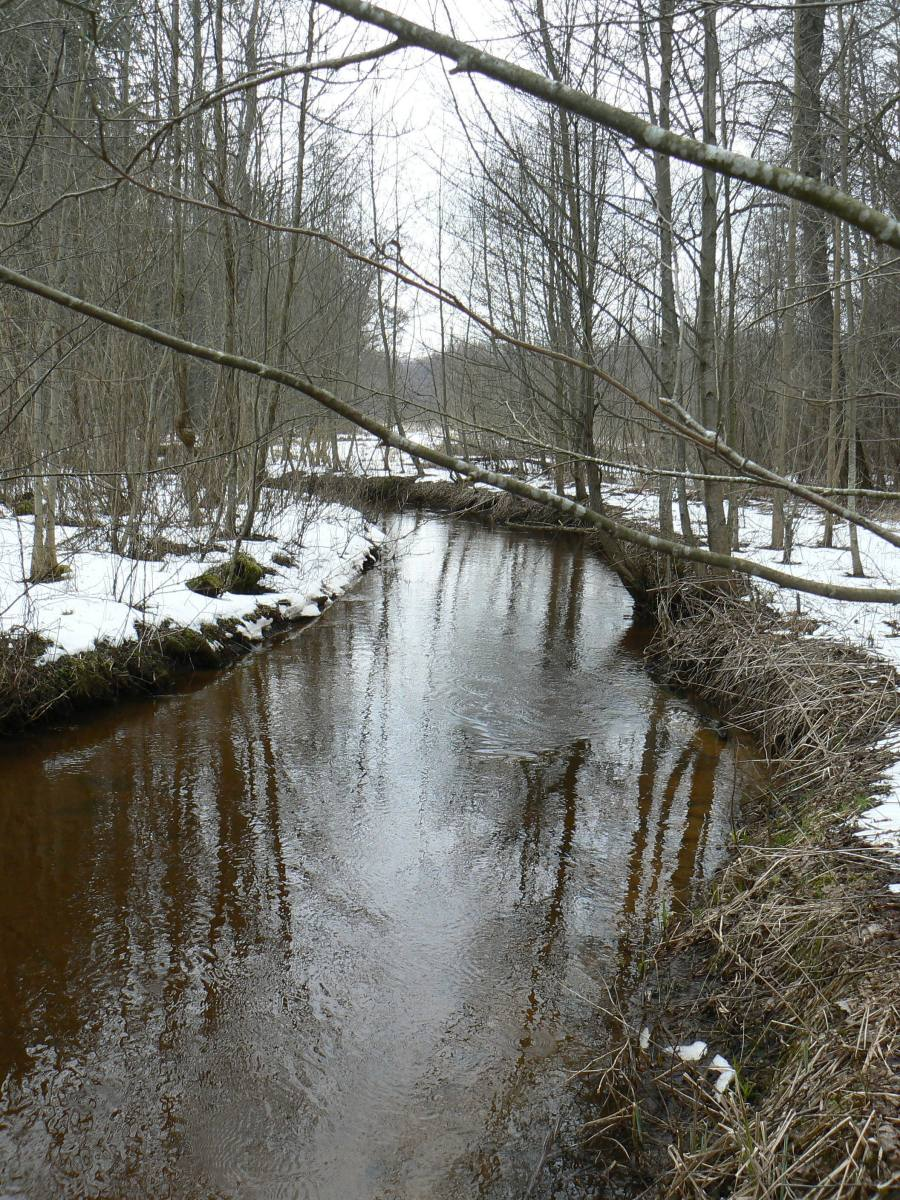
Одна з річок Ніґули.

Дренаж болота Ніґула забезпечують 370 озер, декілька річок і тимчасових потоків. Як вказано вище, більшість болотяних озер невелика за розміром і глибиною, однак вода в них чиста, темного кольору і бідна на мікроорганізми. Вищі рослини і тварини у таких водоймах не селяться. Їхнє дно вкрите товстим шаром завішеного мулу. Оскільки подібні озера не мають значення для рибальства, протягом свого існування вони не отримали назв. Однак велике в порівнянні з ними озеро Ніґула увійшло в місцевий фольклор легендою про своє виникнення. Згідно переказів, велика торфова пожежа випалила посеред болота глибоку яму, яка заповнилась водою. Однак ця версія не підтверджується геологічними дослідженнями, які однозначно вказують на льодовикове минуле Ніґули. Береги цього озера торф'яні, глибина майже всюди перевищує 3 м за винятком двох мілких заток, що утворилися внаслідок видування вітром. В озері Ніґула є вищі рослини, хоча і в невеликій кількості. У його водах також мешкають два види риб. Тимчасові потоки утворюються у пониженнях на мінеральних островах. Враховуючи загалом добрий дренаж таких ділянок, заповнюються водою вони тільки під час паводків. На верховому болоті беруть початок кілька постійних струмків і річок, серед яких найбільш значимі Тіммканал, Салатсі, Лемме, Гяедемеесте.

## Геологія
Природний заповідник Ніґула розташований на південному схилі Балтійського щита, поблизу від північного кордону Балтійської сінеклізи. В археї та протерозої ці геологічні утворення були складені магматичними породами, гнейсами і сланцями. В палеозої їх перекрили осадові породи шаром завтовшки 600—700 м. В девоні у цій місцевості сформувалось плато (Ніґула знаходиться на його південно-західному схилі). В межах заповідника в плато врізається давня долина завглибшки до 200 м. Вона прорізує усю товщу девонських відкладень аж до сілурійських порід. Девонські ж породи в заповіднику представлені червоними пісковиками з шарами червоної, бузково-сірої та зеленої глини.
13 000—11 000 років тому після відступу вюрмського льодовика залишений ним матеріал сформував середні й малі форми місцевого рельєфу. Серед них особливо помітні два друмліни завширшки 2—3 км і заввишки 9—10 м. Ці геологічні форми складені основною мореною із суглинку, супіску та каміння. Крім того, континентальний лід приніс на терени заповідника декілька великих валунів. В минулому низовина між обома друмлінами була заповнена талими водами льодовика і розділялась гривою на два вузьких озера. Ці мілкі водойми з'єднувались з акваторією Балтійського льодовикового озера. Його хвилі відклали на дні озер пісок та суглинок, на які пізніше нашарувався сапропель. Близько 10 000 років тому мілкіше західне озеро почало заболочуватися і поступово заросло. Глибше східне озеро проіснувало трохи довше, але 6 000 років тому евтрофікація торкнулась і його.
Болота, що утворились на місці озер, спочатку були типово низинними, тому перші нашарування торфу утворювались з осок та листостеблових мохів — рослин відносно вимогливих до вмісту мінеральних речовин. Послідовне нашарування торфу погіршувало умови зростання, тому з часом на болотах стали рости лише невибагливі сфагнові мохи. В цей період ввігнуті чаші боліт спочатку зрівнялись (стадія перехідного болота), а потім над ними утворилася єдина опуклість. Таким чином, на місці евтрофікованих водойм з'явилося одне верхове болото. На останніх стадіях розвитку болото Ніґула повільно розширювалось: його краї виходили за межі колишніх озерних чаш, наступали на мінеральні ділянки, порослі лісами. Внаслідок заболочення гинули широколистяні дерева, а на їхньому місці оселялись менш примхливі сосни та берези. І в сучасну добу бори та березини подекуди облямовують болотний масив, утворюючи своєрідний буфер між широколистяними лісами і трясовинами. Втім, навіть ці невибагливі породи з часом не витримали прогресуючого заболочення, тому в XXI столітті болото Ніґула переважно безлісне. Його знелісненню сприяли також часті торфові пожежі.

## Ґрунти

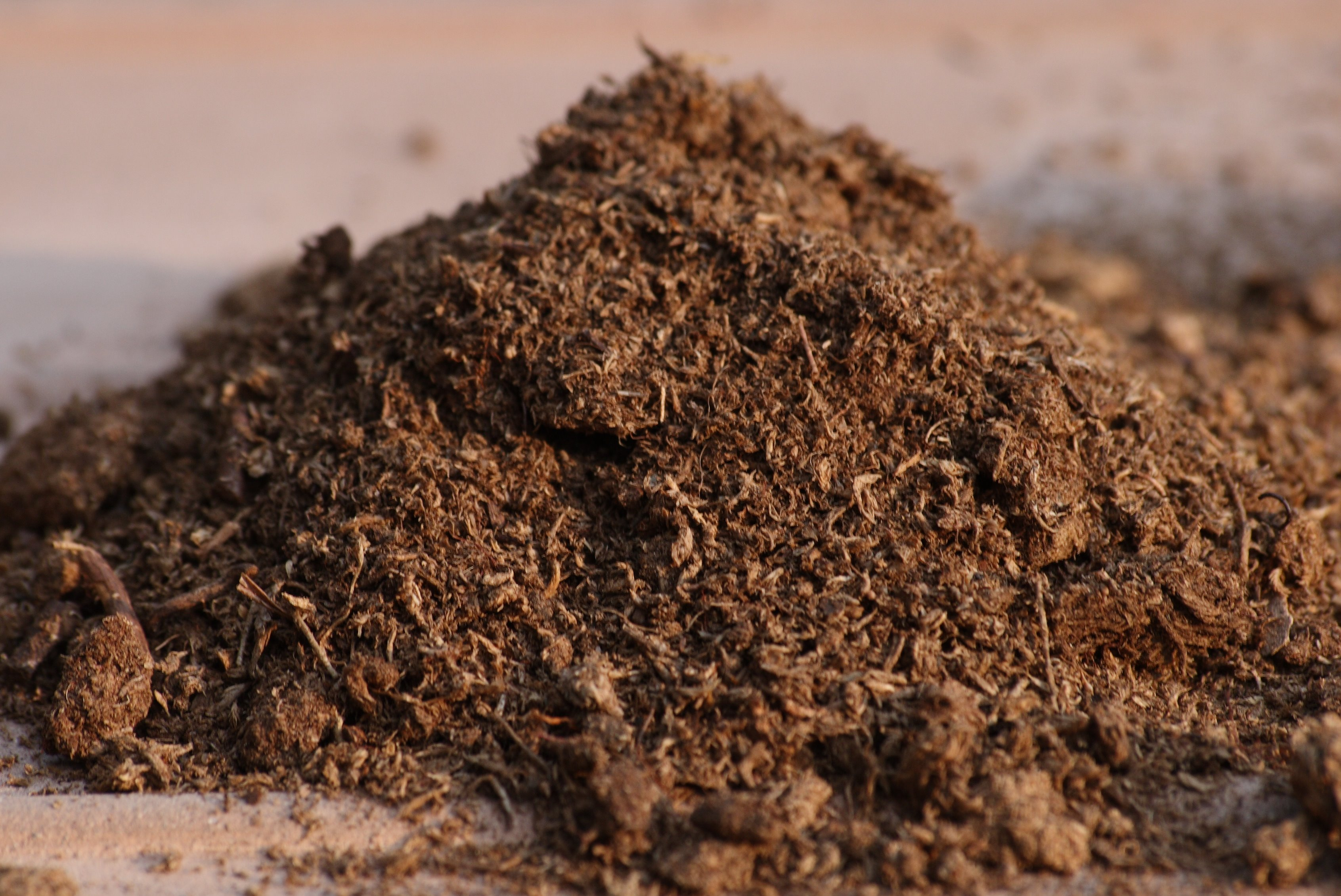
Сфагновий торф.

У заповіднику Ніґула переважають болотні ґрунти. Власне на самому болоті розвинуті виключно торф'янисті ґрунти, склад яких чудово ілюструє природну історію цієї місцевості. Мінеральне дно болота (в минулому дно давніх озер) складене піском, супіском і сапропелем, чия сумарна товщина не перевищує 20 см. На цьому підґрунті лежить шар низинного торфу завтовшки 20—60 см. Як правило, у такому горизонті поєднуються по два види торфу: деревно-листяний і деревно-чагарниковий або листяний і тростинний (очеретяний). Їхня мозаїка показує, де були лісові й трав'янисті ділянки на початку заболочення. Вище залягає шар перехідного торфу завтовшки 70—100 см. Такий торф за своїм складом є деревно-сфагновим і відповідає стадії розвитку соснових та березових заболочених лісів. Цей шар також насичений залишками очерету. Вище цього горизонту залягають шари типово верхового торфу. На глибині 3—3,5 м він переважно осоково-сфагновий, а біля поверхні утворився комплексний (мочарний) торф або фускум-торф завтовшки 2—3 м. У верхніх торфових горизонтах трапляються прошарки пухівково-сфагнового торфу потужністю 50—100 см. Ступінь розкладання найглибшого деревно-сфагнового й тростинного торфу коливається від 20 до 65 %, на глибині 2—3 м вона не перевищує 15—20 %, а біля поверхні становить лише 5—10 %. Натомість, вологість торфу мало залежить від глибини й обумовлена, перш за все, місцем залягання. Так, на більшій частині болота переважає вологий торф, на схилах — сухіший і щільніший, а рідкий торф приурочений до мочарів, берегів озер, річищ тимчасових потоків. На глибинах від 3 до 5 м у торфі трапляється багато пнів та стовбурів, які свідчать про масове вимирання дерев під час активного болотоутворення.
Мінеральні гряди заповідника Ніґула являють собою супіщану морену, збагачену вапном, і місцями помережану вологими суглинками. Під лісами, що ростуть тут, утворилися плодючі дернові й дерново-підзолисті ґрунти.

## Флора

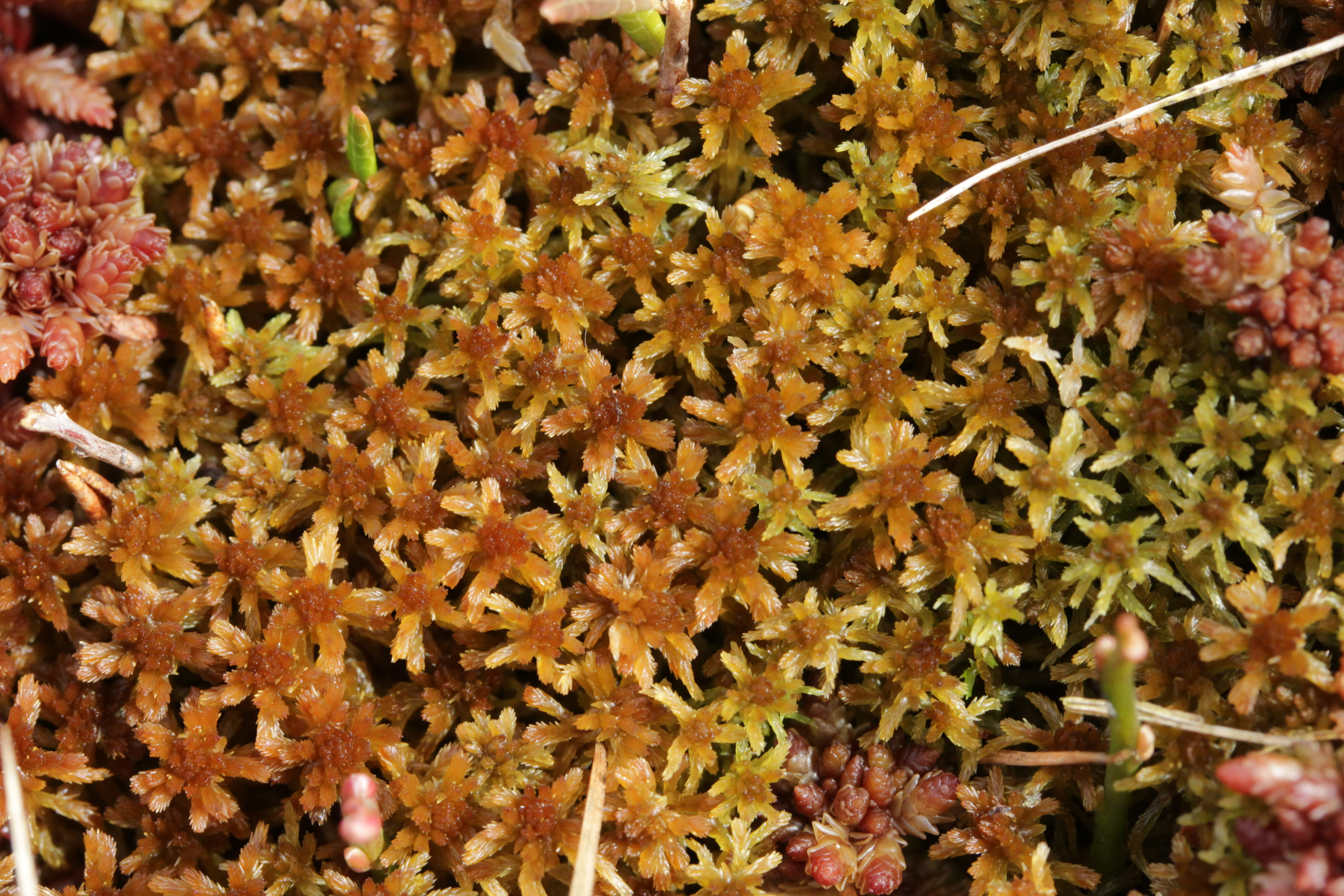
Торфоутворюючий мох Sphagnum fuscum.

Природний заповідник Ніґула за геоботанічним районуванням належить до Західно-Прибалтійської підпровінції. Він розташований у зоні верхових боліт і багнистих лісів, яка досить сильно змінена діяльністю людини. Ландшафти буферної зони, що була приєднана до заповідного ядра пізніше, також зазнали такого впливу, але зона суворої охорони зберегла природну недоторканість. Таким чином, заповідник репрезентує типову флору верхових боліт і заболочених лісів Естонії. На його теренах описано 448 видів вищих рослин, 179 видів мохів та 136 видів лишайників, більшість яких є євро-сибірськими, притаманними тундрі й лісовому поясу.
З наукової точки зору найцікавішим біоценозом заповідника є болото Ніґула, яке зберегло риси тундрової рослинності, що кілька тисяч років тому розвинулась тут після танення льодовика. Найпомітнішими рослинами верхового болота є сфагнові мохи. Вони беззастережно панують у його покриві, а після відмирання перетворюються на торф, забезпечуючи постійний ріст болотного масиву у висоту. Частіше за все у цій місцевості трапляються Sphagnum balticum, Sphagnum fuscum, Sphagnum magellanicum, Sphagnum rubellum. У різні пори року ці мохи забарвлюють трясовини в зелені, коричневі, червонуваті кольори. Серед цих строкатих плям біліють поодинокі кущики лишайників з роду кладонія. З вищих рослин основним торфоутворювачем є пухівка піхвова, чиї шовковисті плоди вкривають болото сріблястим килимом на початку літа. Восени його тон змінюється на рожевий завдяки цвітінню ще одного масового виду — вересу звичайного.

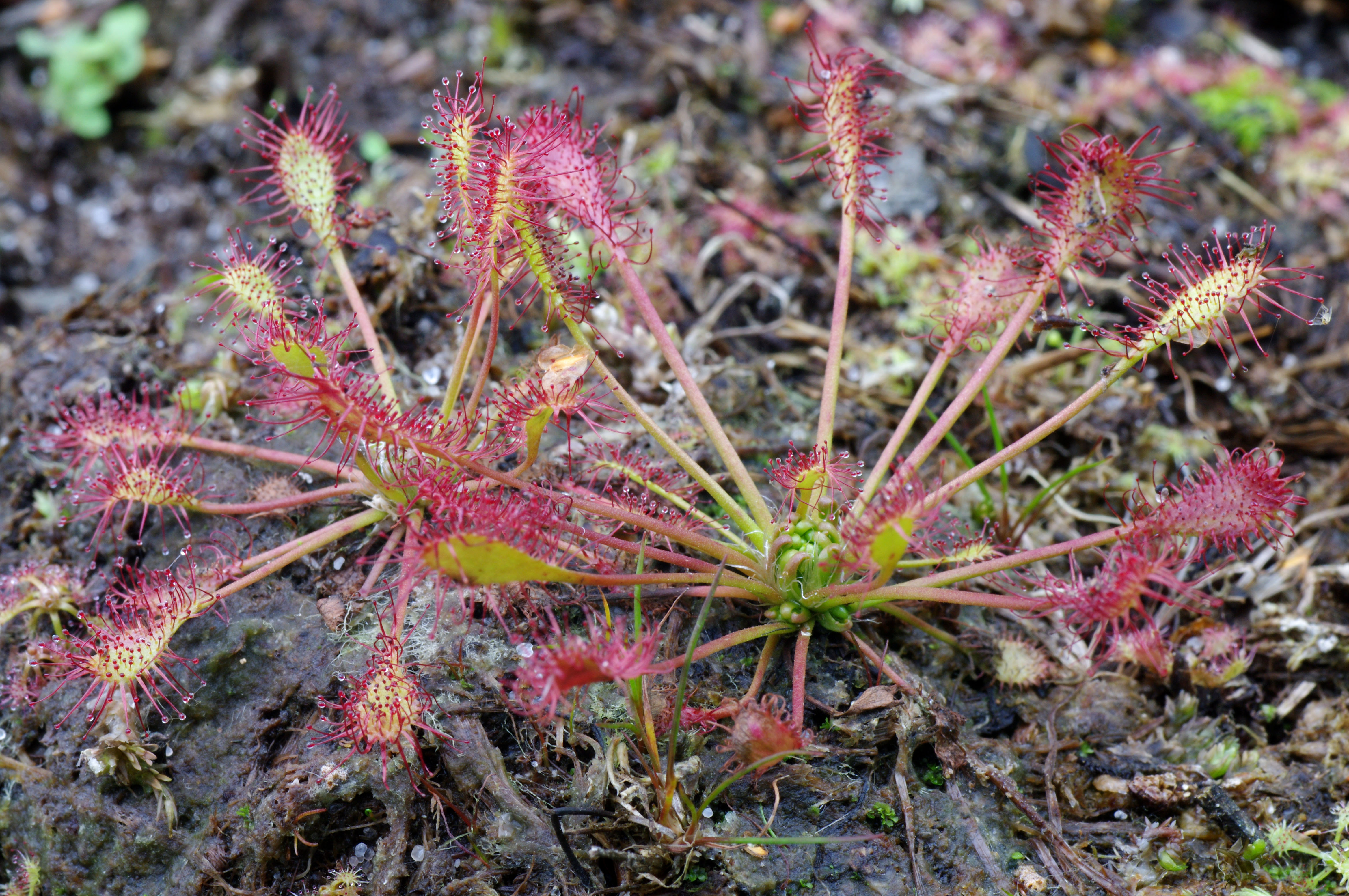
Росичка середня — комахоїдна мешканка верхового болота.

Менш чисельні, але звичайні на болоті морошка, андромеда ряснолиста, Trichophorum alpinum, які віддають перевагу мікропідвищенням і зростають найчастіше на купинах. Навпаки, до вологіших понижень (мочарів, берегів озер) приурочені такі фонові види як осоки, журавлина дрібноплода, дзьобонасінник білий, росички круглолиста, англійська, середня (остання рідкісна в Естонії). Дерева на верховому болоті зростають відокремленими групами, розташованими на берегах озер, поблизу схилів болотного плато та уздовж річищ, тобто там, де ґрунтові води багатші на кисень. Але навіть і в таких місцях умови для їхнього розвитку несприятливі, тому окрім невибагливих звичайних сосен тут зрідка трапляються лише пригнічені пухнасті берези з гіллям, суцільно вкритим лишайниками. Характерно, що сосни в таких умовах утворюють чотири химерні форми, деякі з цих дерев у столітньому віці не перевищують висоти в 1 м. Трав'яний покрив соснового рідколісся також має особливі риси: поміж деревами землю вкривають зарості багна звичайного і вовчого тіла болотяного. Характерно, що на болоті Ніґула відсутні такі типові для верхових боліт Естонії рослини як торф'яниця чашечкова, Myrica gale, береза карликова.
Вузькі смуги перехідних боліт відрізняються від трав'яного покриву верхового болота тим, що тут зростають журавлина болотяна, зозульки Траунштайнера, бобівник трилистий, шолудивник болотяний. По краях таких боліт навколо калюж трапляються розріджені зарості очерету і поодинокі особини гарно квітучих образків болотяних, півників болотяних.
Серед лісів заповідника Ніґула переважають листяні й мішані, а чисті хвойні представлені вузькими смугами сфагнових сосняків, що облямовують краї верхового болота. Хвойні ліси утворились природним способом на противагу листяним і мішаним, більшість яких є вторинними деревостанами, насадженими на місцях вирубок XIX—XX століть. Мозаїка листяних й мішаних лісів обумовлена характером і вологістю ґрунтів. На найбільш вологих, торф'янистих ділянках оселяється вільха чорна, рідше ясен, на дещо сухіших — береза пухнаста, осика, ялина, на помірно вологих родючих ділянках до цих порід домішуються в'язи гладкий і шорсткий, вільха сіра, липа серцелиста, клен. Підлісок у таких насадженнях густий, часто непрохідний. Його утворюють або молоді дерева тих же порід, що ростуть у першому ярусі (зокрема, липи, ясени, ялини), або різні види верби і черемха звичайна. На сухіших ділянках поруч з цими рослинами зростають жостір проносний, порічки альпійські, калина, ліщина, жимолость і вовче лико звичайне. Подекуди чагарники рясно обвиває хміль звичайний.

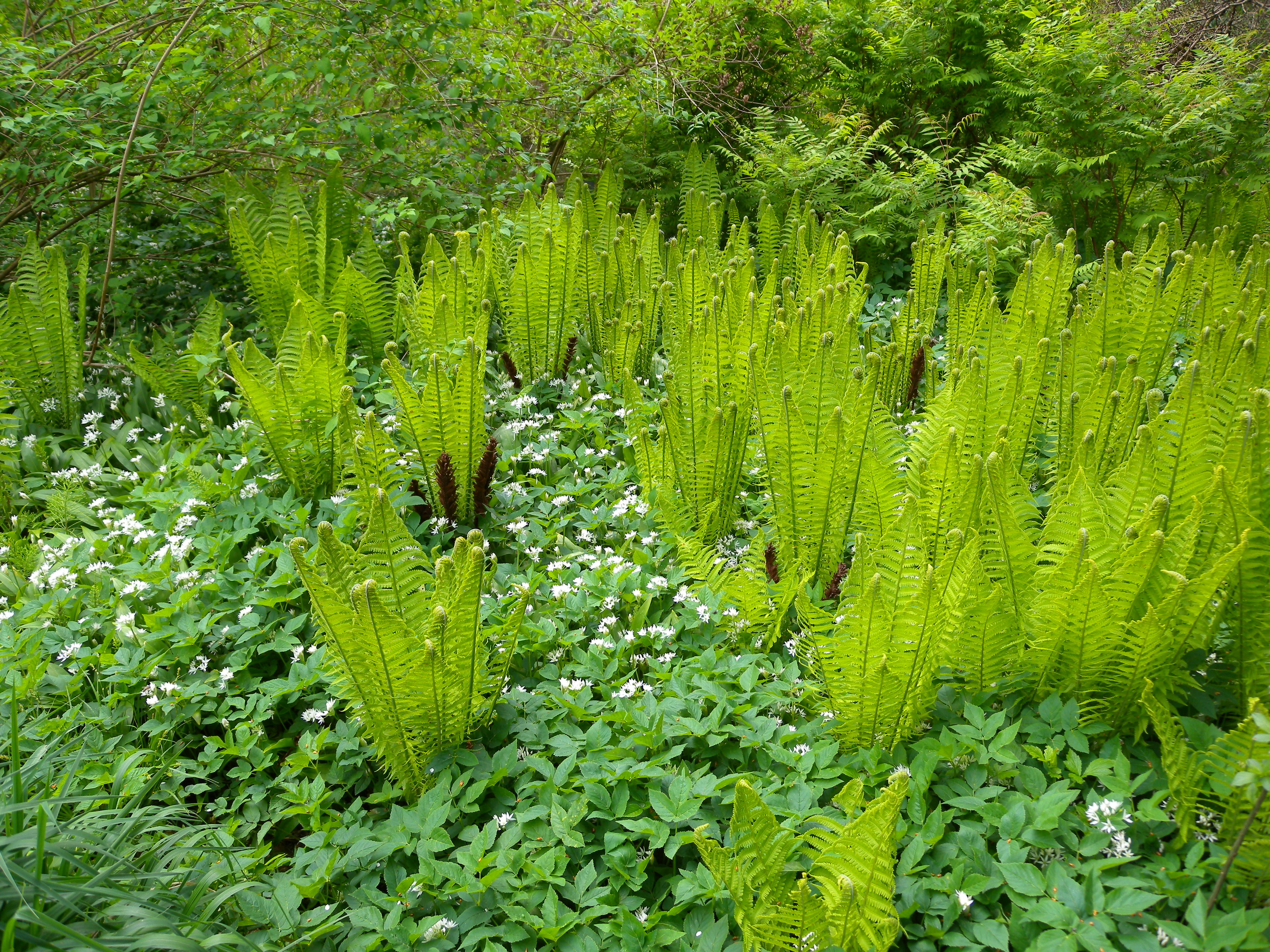
Весняна парость страусового пера звичайного.

Разом з тим трав'яний покрив у заболочених лісах специфічний і відрізняється за флористичним складом від звичайних листяних лісів помірної зони. Як правило, в ньому панують весняні ефемероїди: горошок весняний, підліски звичайні, переліска багаторічна, копитняк звичайний, петрів хрест лускатий, пижмівка звичайна, медунка, анемона жовтецева і особливо рясна анемона дібровна. Ці рослини квітнуть до того, як на деревах розпуститься листя, і закінчують вегетацію доволі рано. Наприкінці весни до них долучаються конвалія, вороняче око звичайне, чернець колосистий, одинарник лісовий, підлісник звичайний, підмаренник запашний, веснівка дволиста, зірочник великоцвітий, квасениця звичайна, купина. Влітку у лісах наступає пора високотрав'я. Більшість дрібних лісових трав ховаються під метровим покривом різноманітних папоротей, кропиви дводомної, осота овочевого, розрив-трави звичайної, гадючника болотяного.
Дещо відмінний склад рослинності на острові Салупеаксі, вкритому листяним лісом із берези й осики. Тут окрім звичайних для заповідника трав трапляються рідкісні зубниця бульбиста, коральківець тридільний, гніздівка лісова, зозулині черевички справжні. Папороть страусове перо звичайне у цьому лісі подекуди утворює зарості площею по кілька гектарів, інша папороть — солодиця звичайна — воліє рости на камінні. По-інакшому виглядає і високотрав'я відкритих ділянок: узлісь, галявин, берегів канав. У ньому окрім кропиви дводомної та осоту овочевого, панують іван-чай, очерет, сідач конопляний, малина звичайна. Подібно до рослинності верхового болота у флорі листяних лісів заповідника Ніґула відсутні деякі типові для естонських лісів види. Зокрема, тут не знайдені дзвоники, ряст, пшінка весняна, зірочки жовті.

## Фауна
Специфіка біотопів верхового болота і невеликі розміри заповідника не сприяють заселенню його звірами, тому тут трапляються тільки звичайні для Естонії види ссавців з осяжним ареалом. Дещо кращі умови на болоті для птахів, які полюбляють гніздуватися серед непрохідних трясовин, завдяки чому в Ніґулі можна спостерігати деякі рідкісні види пернатих. Загалом за роки спостережень у заповіднику відмічено 43 видів ссавців, 202 види птахів, з яких 143 є осілими. Герпетофауна і безхребетні досліджені мало.
Серед комахоїдних тварин в Ніґулі знайдені лише три поширених види: європейський їжак, європейський кріт й один з видів мідиць. З навколишніх територій в охоронювану зону заходять різноманітні гризуни, сірий та білий зайці, залітають кажани. Так само епізодично сюди навідуються борсук, лісова куниця, деякі дрібні куницеві, єнотоподібний собака, звичайна лисиця. З великих хижаків тут щорічно спостерігають вовка, бурого ведмедя й рись. Ці мисливці полюють у заповіднику на прийдешніх копитних, а саме: лося, дику свиню та європейську сарну.

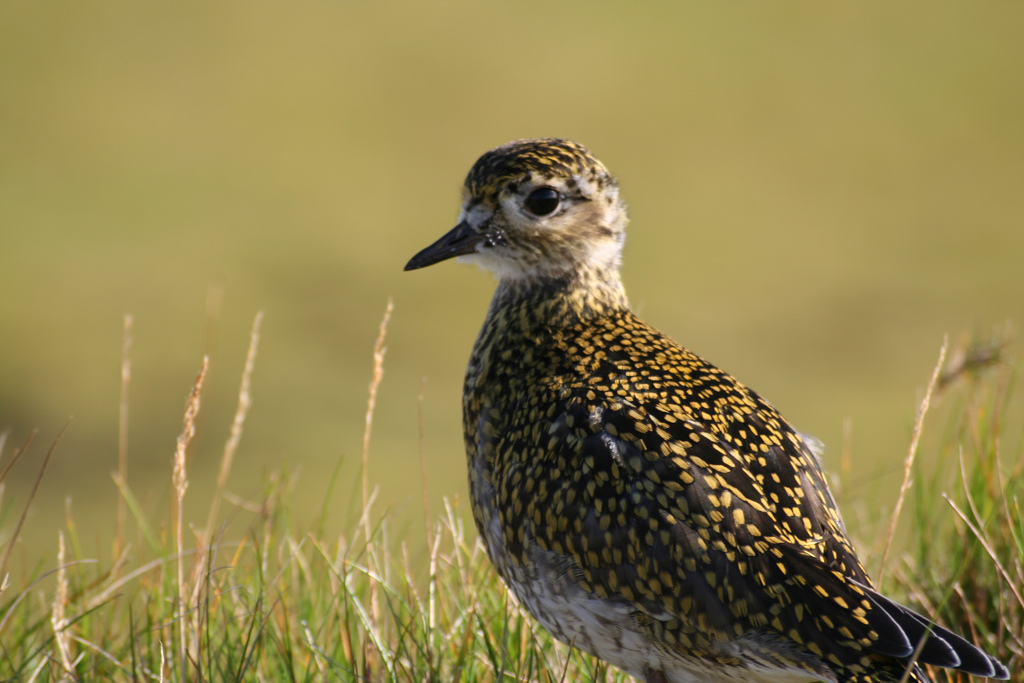
Сивка звичайна.

Орнітофауна заповідника Ніґула поділяється на два фауністичних комплекси: птахів верхового болота і лісових пернатих. Перший комплекс цікавий тим, що до нього входять декілька рідкісних для Естонії видів. Доволі чисельними мешканцями болота Ніґула є звичайні сивки, що гніздуються повсюдно, а також болотяні та звичайні коловодники, які облаштовують свої гнізда поблизу мочарів. З початку 1970-х років у заповіднику регулярно гніздується у невеликій кількості середній кульон. Біла куріпка, в минулому звичайна для верхових боліт Естонії, з кінця XX століття стала рідкісною: цей птах хоча і є постійним мешканцем Ніґули, однак представлений лише кількома статевозрілими парами. Вкрай рідкісним став також і сапсан.
Натомість, з кінця XX століття спостерігають тенденцію до заселення болота типово лучними птахами. Зокрема, на болоті утворилась стала популяція чайки, окремими парами трапляються турухтани і великі кульони. Важкодоступність болотного масиву для людей створила на ньому прекрасні умови для гніздування сірих журавлів — досить обережних птахів, які зазвичай уникають сусідства з людиною. Щороку в очеретяних заростях на перехідному болоті виводять пташенят 2—3 пари цих пернатих, що для невеликого за площею заповідника є оптимальним. Серед птахів інших груп найпомітнішими є сизий і сріблястий мартини, качки (крижень, чубата чернь, гоголь, мала чирянка) і горобцеподібні (польовий жайворонок, лучна трав'янка, лучний щеврик тощо).
Попри незначну площу лісів їхнє пташине населення розмаїте. До звичайних мешканців лісових біотопів належать зяблик, жовтобровий вівчарик, волове очко, вільшанка — чисельність цих видів значна і стала. Інші фонові горобцеподібні (снігури, чижі, сойки, довгохвості синиці, жовточубі золотомушки, ялинові шишкарі), хоча і представлені великими популяціями, однак вирізняються різкими коливаннями чисельності по роках. Ще у середині XX століття рідкісні в околицях Ніґули зелена жовна, сорока, блакитна синиця тепер розселились по всій лісистій частині заповідника. На ці терени природним чином розширився ареал ще кількох видів: припутня, чагарникової очеретянки, рябогрудої кропив'янки, щедрика. В останні півстоліття все частіше на гніздуванні спостерігають серпокрильців, зелених вівчариків, чорних дроздів, звичайних чечевиць. Дуже показовим представником цього переліку є великі синиці: особини, що гніздуються у лісі, ведуть кочовий спосіб життя (взимку мігрують), а особини, що мешкають поблизу людських осель, осілі. Це вказує на те, що представники цих двох популяцій заселили заповідник в осібний спосіб.

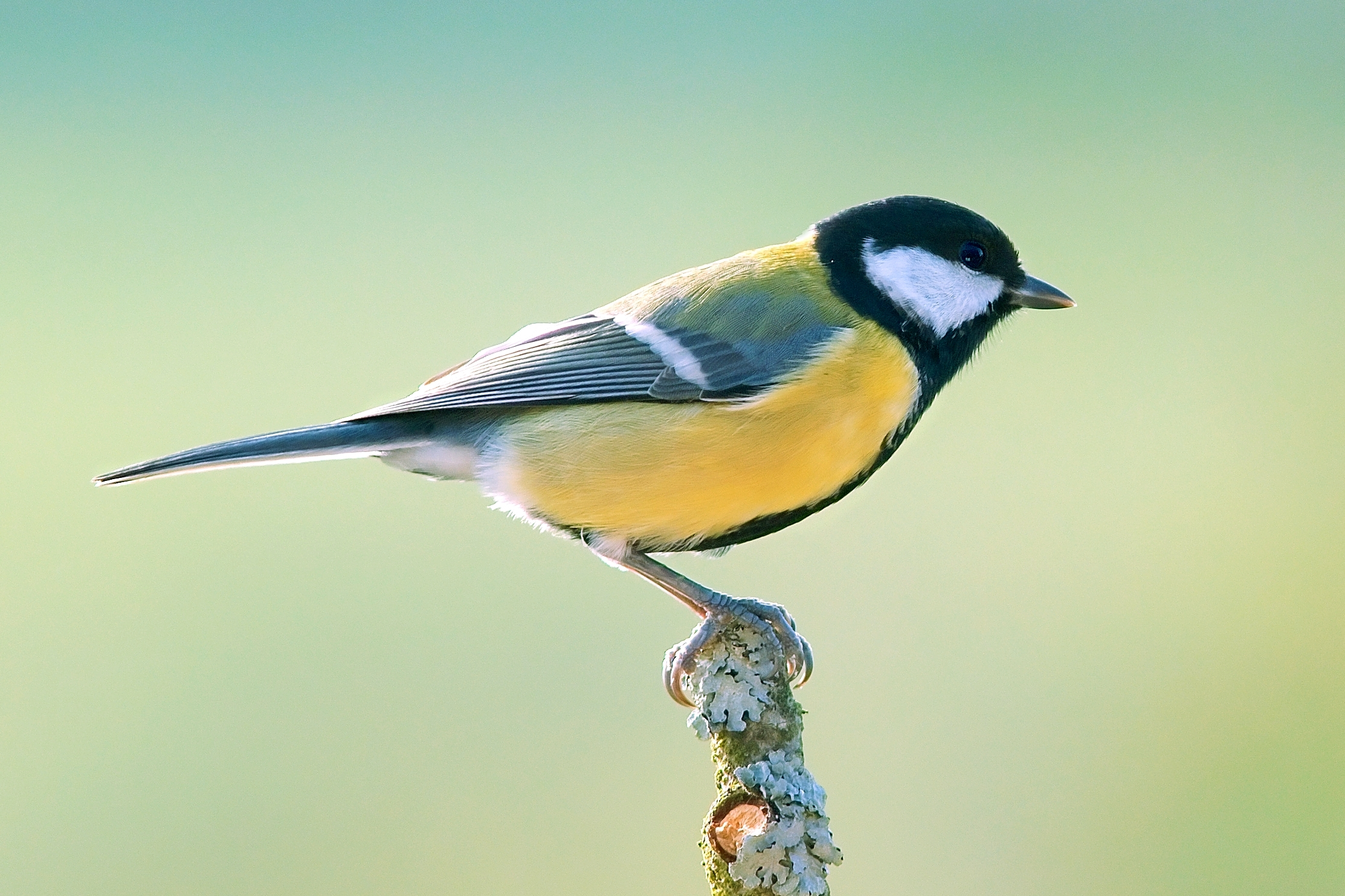
Велика синиця — найбільш досліджений птах заповідника.

Окремої уваги заслуговують рідкісні лісові птахи. Так, в Ніґулі на південно-західній межі ареалу опинились гоголі й в'юрки. Щорічно тут гніздуються тайгові пернаті: орябки, горіхівки, трипалі дятли, довгохвості сови. Успішно і так само щорічно виводять пташенят чорні лелеки. Не кожен рік і лише поодинокими парами у ніґулаських лісах трапляються на гніздуванні пугач, глушець, малий підсоколик та великий підорлик. Втім, найвеличнішим птахом заповідника слід вважати беркута. Цей вид гніздується за межами заповідника на одному з навколишніх верхових боліт, однак птахи регулярно залітають до охоронюваної зони на полювання.
Представники інших систематичних груп у заповіднику досліджені мало. Відомо, що в озері Ніґула мешкають щука та окунь. Цей факт вартий уваги тому, що обидва види є хижаками, таким чином, популяції цих риб підтримують своє існування виключно за рахунок канібалізму і полювання одне на одного.

## Стан екосистем
Зона суворої охорони заповідника Ніґула майже незаймана. Її не торкнулась інтенсивна господарська діяльність, хоча верхове болото в минулому намагались осушити. Меліоративні канави були прокладені до самої його середини. Вони відводили воду з болота частково задля осушення ґрунтів, частково задля забезпечення водою ставків, в яких місцеві селяни вимочували льон. Після заповідання заради збереження природного стану болотних біоценозів ці канави були перериті. Це значно покращило водозабезпеченність болота Ніґула, хоча і не повернуло її до первісного значення. Крім того, після ліквідації меліоративних канав річища деяких природних потоків змінили свою конфігурацію. Таким чином, стан заповідного ядра можна вважати добрим, але не ідеальним.

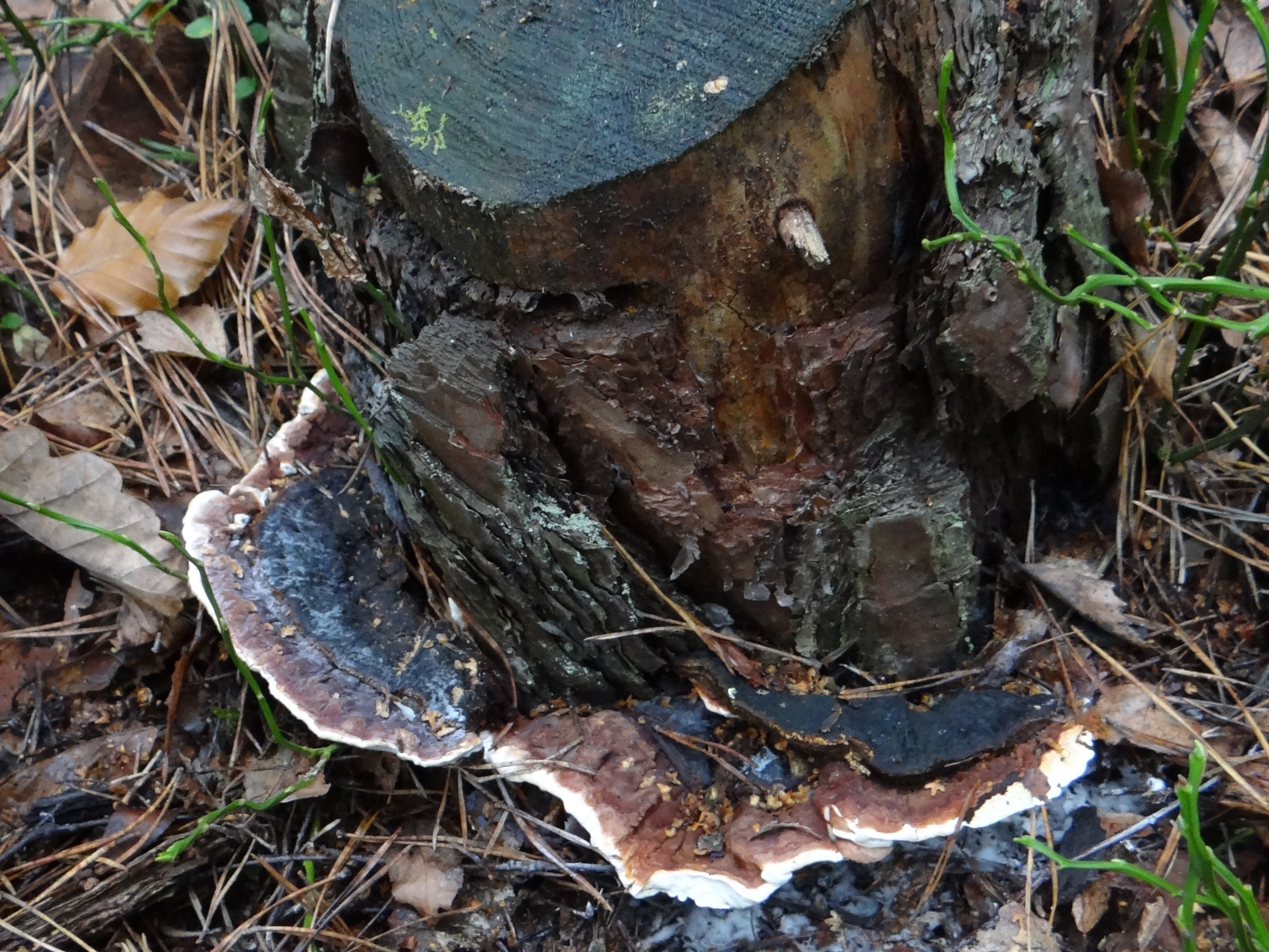
Коренева губка на стовбурі спиляного дерева. Цей паразитичний гриб сильно шкодить лісам заповідника.

На противагу йому ліси заповідника, особливо у буферній зоні, сильно видозмінені. Більшість лісів з цінних порід дерев у кінці XIX — на початку XX століття були вирубані. На місці вирубок створювали вторинні насадження, які за флористичним складом відрізнялись від первісних. Як правило, під час лісівницьких заходів віддавали перевагу чистим насадженням ялини, які намагались підтримувати рубками догляду. При цьому через знищення малоцінних порід дерев на теренах сучасного заповідника скоротилась площа деревостанів з чорної вільхи. Водночас, осушення болота (на той час ще існували меліоративні канави) не давало нормально розвиватись молодим ялинам, які вражала коренева губка. Таким чином, повноцінні ялинові ліси створити не вдалося. На їхньому місці врешті-решт утворилися сучасні листяні ліси, в яких значно менше липи, ніж у первісних. Ще одна порода дерев, яка постраждала від меліорації болота, — вільха сіра. Через зменшення вологості ґрунту вона також часто вражається кореневою губкою. Загалом не змінених людською діяльністю лісів у заповіднику Ніґула близько 100 га.
Окрім прямого втручання людини в біоценози охоронюваної території на болото Ніґула впливають опосередковані чинники. Так, вирубування навколишніх лісів із наступним відведенням землі під ріллю сильно змінило характер повітряних потоків над болотом. Мало того, що поля не стримують рух вітру, так його пориви ще й підіймають в атмосферу відносно багато пилу. Верхове болото, яке за своєю природою отримує мінеральні речовини виключно з повітря, стикнулось з різким посиленням живлення. Як наслідок, на Ніґулі стали виявляти нетипові рослини, які більш притаманні болотам перехідного типу.

## Наукова і господарська діяльність

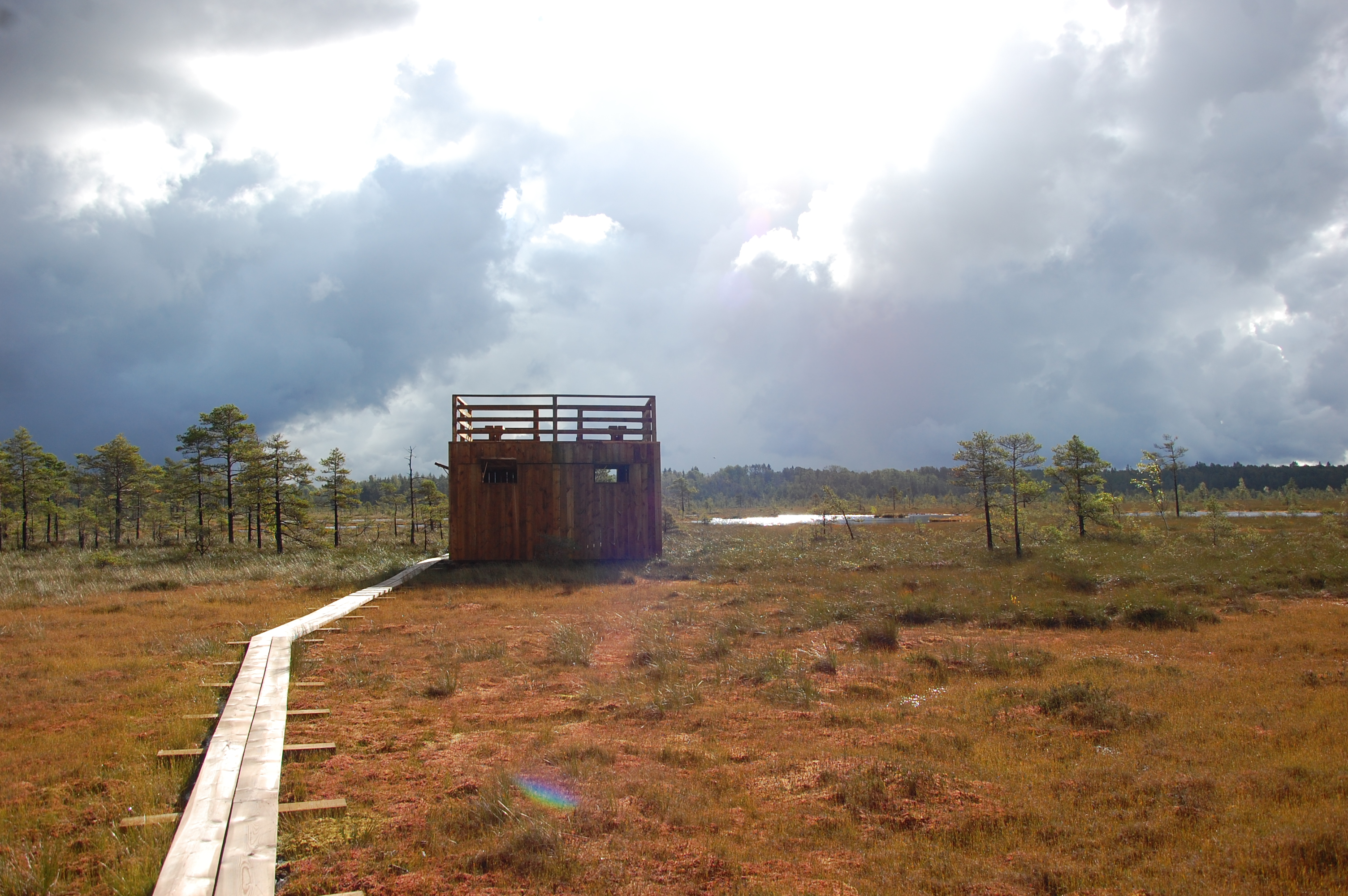
Орнітологічний пост для спостереження за птахами на болоті Ніґула.

Перші наукові описи Ніґули були здійснені ботаніком Теодором Ліппмаа у 1931 році. 1936 року аналогічні дослідження виконав Рюль. Праці цих вчених змалювали картину незайманої природи на теренах майбутнього заповідника. Початок фауністичним описам поклав Еерік Кумарі у 1955 році. Цей натураліст спеціалізувався на спостереженнях за птахами. Результати його робіт разом із ботанічними працями показали обґрунтованість створення заповідника на болоті Ніґула. Відразу після заповідання цієї місцевості у 1958 році орнітологічні дослідження продовжили Х. Вероман і Р. Пярг, а пізніше — Х. Вільбасте. У другій половині XX століття вивчення природи охоронюваної території велось за окремим напрямками і не становило єдиного комплексу. Найкраще у заповіднику Ніґула досліджені торфові відкладення, приріст сфагнових мохів, орнітофауна. За цими напрямками ведуться систематичні багаторічні спостереження, зокрема, з 1964 року оцінюється щільність популяцій лісових птахів, з 1968 року здійснюється картографування гнізд птахів на верховому болоті, у 1971 році закладені постійні геоботанічні профілі. Крім того, ведуться регулярні фенологічні спостереження, кільцювання птахів (на рік в середньому до 50 000 особин). В 1996 році в заповіднику створено Дім реабілітації тварин, в якому поранених диких мешканців лікують і допомагають їм адаптуватись до довкілля перед випуском у природу. З цього року налагоджено міжнародну співпрацю із латвійськими біологами.

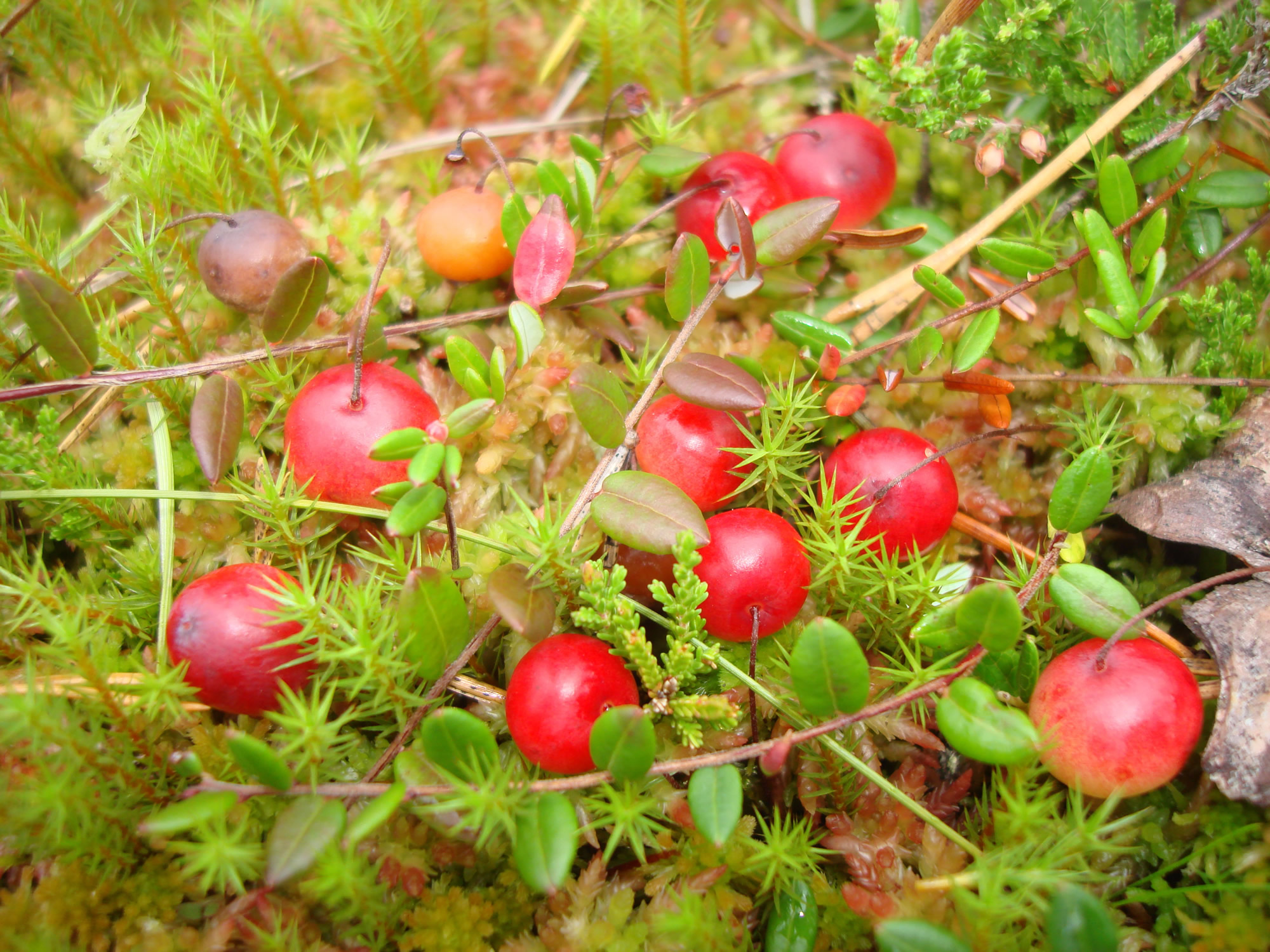
Журавлина болотяна — символ природного заповідника Нігула.

Окремим напрямком роботи науковців заповідника є дослідження біології болотяної журавлини. Поштовхом для них став інтенсивний видобуток торфу, який розпочався у країні в 1960-х роках. При цьому більшість верхових боліт були знищені або спотворені господарською діяльністю, внаслідок чого на ринку виник дефіцит журавлини — традиційного продукту естонської кухні. Для його покриття було вирішено культивувати журавлину на відпрацьованих торфовищах. З 1966 по 1972 рік працівники заповідника здійснили чергу наукових експедицій по всій Естонії, інвентаризувавши усі придатні для вирощування цієї ягідної культури болота. Результатом такої копіткої праці стало введення охоронного режиму на 22 704,8 га. В ході експедицій також було зібрано найцінніші форми цього виду, які почали вирощувати на спеціальних колекційних полях (загалом 761 таксон). У буферній зоні заповідника в 1965—1966 роках були закладені експериментальні плантації. Дослідження, проведені на них, дозволили підвищити врожайність журавлинових культур утричі порівняно із природними заростями. Такі досягнення знайшли відбиток в емблемі заповідника, для якої обрано зображення журавлини.
У зв'язку із суворим режимом охорони в заповідному ядрі Ніґули заборонені не тільки полювання й рибалка, але навіть наукові експерименти. Також ця місцевість закрита для відвідування сторонніми особами. Натомість, ширші наукові досліди й екскурсії дозволяються у буферній зоні. Тут для відвідувачів облаштовано експозиційний павільйон і прокладено стежку завдовжки 6,8 км. Задля збереження ґрунтового і рослинного покриву стежка через болото має вигляд дощатого настилу, який запобігає витоптуванню узбіч. В кінці стежки зведено оглядову вежу для спостережень за птахами, на острові Салупеаксі облаштовано зону відпочинку з інформаційним щитом. Прогулянки стежкою дозволені лише у супроводі екскурсовода групами до 50 осіб. Заходи з кількістю учасників понад 50 осіб мають бути узгоджені з адміністрацією природоохоронної установи. Для штатних працівників заповідника і зовнішніх наукових співробітників на кордоні охоронюваної території працює дослідницький центр, до послуг відвідувачів тут також створено автостоянку.